# Саламіна
Саламіна (ісп. Salamina) — місто та муніципалітет на півночі Колумбії, на території департаменту Маґдалена.

## Історія
Муніципалітет Саламіна був виділений в окрему адміністративну одиницю в 1765 році.

## Географія

Муніципалітет Саламіна

Місто розташоване в північно-західній частині департаменту, на правому березі річки Магдалена, на відстані приблизно 102 кілометрів на північний захід від Санта-Марти, адміністративного центру департаменту Маґдалена. Абсолютна висота — 9 метрів над рівнем моря.
Муніципалітет Саламіна на півночі межує з територією муніципалітету Ремоліно, на сході — з муніципалітетом Півіхай, на півдні — з муніципалітетом Ель-Піньйон, на заході — з територією департаменту Атлантико. Площа муніципалітету складає 175 км².

## Населення
За даними Національного адміністративного департаменту статистики Колумбії, сукупна чисельність населення міста та муніципалітету в 2015 році становила 7089 осіб.
Динаміка чисельності населення муніципалітету за роками:
| 2005 | 2006 | 2007 | 2008 | 2009 | 2010 | 2011 | 2012 | 2013 | 2014 | 2015 |
| ---- | ---- | ---- | ---- | ---- | ---- | ---- | ---- | ---- | ---- | ---- |
| 8404 | 8236 | 8090 | 7946 | 7812 | 7690 | 7561 | 7434 | 7324 | 7201 | 7089 |

Згідно з даними перепису 2005 року чоловіки становили 51,6 % від населення Саламіни, жінки — відповідно 48,4 %. У расовому відношенні білі і метиси становили 97,1 % від населення міста; негри, мулати і райсальці — 2,9 %.
Рівень грамотності серед всього населення становив 77,9 %.

## Економіка
Основу економіки Саламіни складає сільськогосподарське виробництво.
72,3 % від загальної кількості міських і муніципальних підприємств складають підприємства торговельної сфери, 18,8 % — підприємства сфери обслуговування, 8,4 % — промислові підприємства, 0,5 % — підприємства інших галузей економіки.

## Транспорт
Через місто проходить національне шосе № 27 (ісп. Ruta Nacional 27).